# Chang'e 4
Chang'e 4 (xinès: 嫦娥四号, pinyin: Cháng'é Sìhào) és una missió d'exploració lunar xinesa, que incorpora un mòdul de descens i un astromòbil lunar. Chang'e 4 és el segon mòdul de descens i astromòbil lunar (rover) de la Xina, i es va construir com una còpia de reserva del Chang'e 3, com el Chang'e 2 ho va ser del Chang'e 1. Després de l'èxit de l'allunatge de la missió Chang'e 3, la configuració de Chang'e 4 es va ajustar per assolir nous objectius científics. Igual que els seus predecessors, la nau espacial rep el seu nom de la deessa de la lluna xinesa.
El 3 de gener de 2019, a les 10.26 hora local, l'Administració Espacial Nacional de la Xina aconsegueix per primer cop allunar a la cara oculta de la Lluna, concretament al cràter Von Kármán, dins la Conca d'Aitken.